# Hirvisaari (ö i Mellersta Finland, Jämsä)
Hirvisaari är en ö i Finland. Den ligger i sjön Kankarisvesi och i kommunen Jämsä i landskapet Mellersta Finland, i den södra delen av landet, 200 km norr om huvudstaden Helsingfors. Öns area är 1,7 hektar och dess största längd är 190 meter i nord-sydlig riktning.